# Megara Augusta 1947-1948
Questa voce raccoglie le informazioni riguardanti il Megara Augusta nelle competizioni ufficiali della stagione 1947-1948.

## Rosa
| N. |                   | Ruolo | Calciatore        |
| -- | ----------------- | ----- | ----------------- |
|    | Italia (bandiera) | P     | Di Franco         |
|    | Italia (bandiera) | D     | Del Bene          |
|    | Italia (bandiera) | D     | Gaddi             |
|    | Italia (bandiera) | C     | Renato Quartarone |
|    | Italia (bandiera) | D     | Montalto          |
|    | Italia (bandiera) | D     | Mineo             |

| N. |                   | Ruolo | Calciatore     |
| -- | ----------------- | ----- | -------------- |
|    | Italia (bandiera) | C     | D'Arrigo       |
|    | Italia (bandiera) | C     | Fazio          |
|    | Italia (bandiera) | C     | Colluzzo       |
|    | Italia (bandiera) | A     | Zurolo         |
|    | Italia (bandiera) | A     | Franco Moncada |